# 洛渓駅
洛溪駅（らくけい-えき）は、中華人民共和国広東省広州市番禺区洛渓島（らくけいとう）新浦路に位置する広州地下鉄2号線の駅である。

## 利用可能な鉄道路線
広州地下鉄
■2号線

## 駅構造
| 地下1階 | コンコース                 | 改札口、自動券売機、サービスセンター、駅商店、駅警備室、セキュリティ |  |
| 地下2階 | 設備フロア                 | 駅設備                                                               |  |
| 地下3階 | 2番線                      | 2号線 南浦へ（広州南駅方面）                                         |  |
|         | 島式ホーム、左側の扉が開く |                                                                      |  |
|         | 1番線                      | 2号線 南洲へ（嘉禾望崗方面）                                         |  |

## 歴史
- 2010年9月25日 - 2号線開業。

## 隣の駅
広州地下鉄
■2号線
南浦駅 204 - 洛渓駅 205 - 南洲駅 206